# سان خوان باوتيستا (جزر البليار)
بلدية سان خوان باوتيستا (بالإسبانية: San Juan Bautista) هي بلدية تقع في منطقة جزر البليار شرق إسبانيا.

## الديموغرافيا
بلغ عدد سكان بلدية سان خوان باوتيستا 5.351 نسمة عام 2011 (وفقاً للمعهد الوطني للإحصاء الإسباني).
| 3.835 | 4.063 | 4.620 | 4.838 | 5.198 | 5.541 | 5.351 |

## أعلام
- فرانسيسك توريس توريس